# Behnam Mahmoudi
Pour les articles homonymes, voir Mahmoudi.
 (août 2019).
Si vous disposez d'ouvrages ou d'articles de référence ou si vous connaissez des sites web de qualité traitant du thème abordé ici, merci de compléter l'article en donnant les références utiles à sa vérifiabilité et en les liant à la section « Notes et références ».
Behnam Mahmoudi est un joueur iranien de volley-ball né le 25 avril 1980 à Mianeh (Azerbaijan-e-sharghi). Il mesure 2,00 m et joue attaquant. Il totalise 23 sélections en équipe d'Iran. Shahram Mahmoudi, son frère, est également joueur de volley-ball.

## Clubs
| Club                     | Pays   | De        | À         |
| ------------------------ | ------ | --------- | --------- |
| Sanam Téhéran            | Iran   | 1998-1999 | 1999-2000 |
| Coydeco Lupi Santa Croce | Italie | 2000-2001 | 2001-2002 |
| Pakyah Téhéran VC        | Iran   | 2002-2003 |           |
| Aidaneh Chaldoran        | Iran   |           | 2005-2006 |
| Pérouse Volley           | Italie | 2006-2007 | 2006-2007 |
| Pegah Urmia              | Iran   | 2007-2008 | 2007-2008 |
| Steel Azin Téhéran       | Iran   | 2007-2008 | …         |

## Palmarès
- Championnat d'Iran (1)
  - Vainqueur : 2003